# OCEA
OCEA je francouzská loděnice pracující jak pro vojenský, tak civilní sektor. Založena byla roku 1987 ve francouzském Les Sables-d'Olonne. Patří mezi přední francouzské výrobce hliníkových plavidel. V roce 2015 měla 290 zaměstnanců a stavěla plavidla do délky 85 metrů. Ve vojenském sektoru se zaměřuje vývoj a stavbu hlídkových lodí. OCEA staví lodě ve čtyřech lokalitách na pobřeží Atlantiku: Les Sables d’Olonne, Saint-Nazaire, La Rochelle a Fontenay-le-Comte.
Dne 8. února 2022 bylo oznámeno sloučení loděnice OCEA s britskou loděnicí The Wight Shipyard Co. Obě společnosti se zaměřují na stavbu plavidel z hliníkových slitin. Fůze má být dokončena v březnu 2022.

## Hlavní projekty (výběr)

### Oeánské hlídkové lodě
- Třída OPV 270

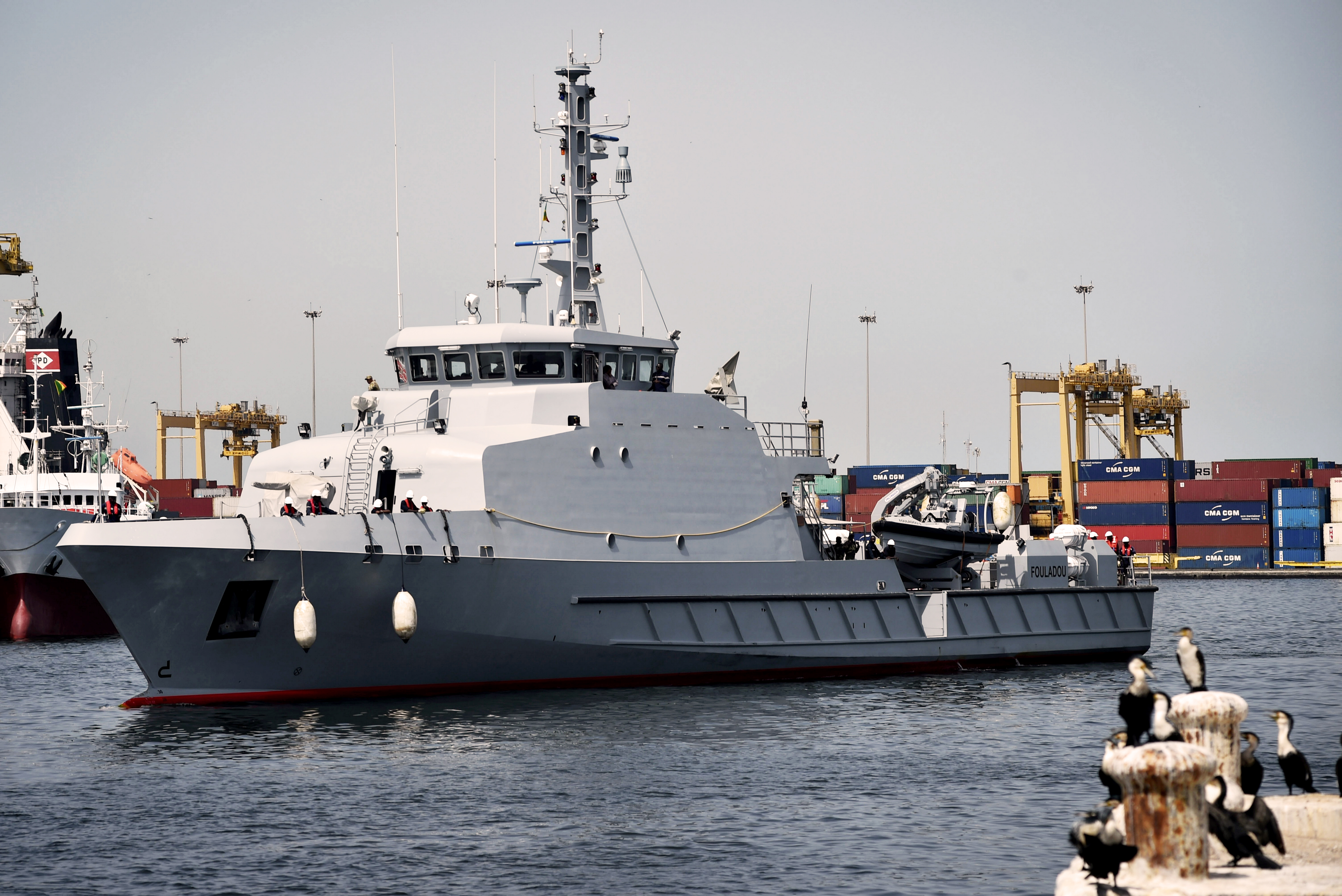
Fouladou

  - Filipínská pobřežní stráž – Hlídková loď BRP Gabriela Silang (OPV-8301), spuštěna v červenci 2019.[4]

- Třída OPV 190 MKII 
  - Senegalské námořnictvo – Hlídková loď Fouladou.
  - Guyanská pobřežní stráž – Roku 2024 objednána 1 ks.[5]

### Hlídkové lodě
- Třída FPB 110

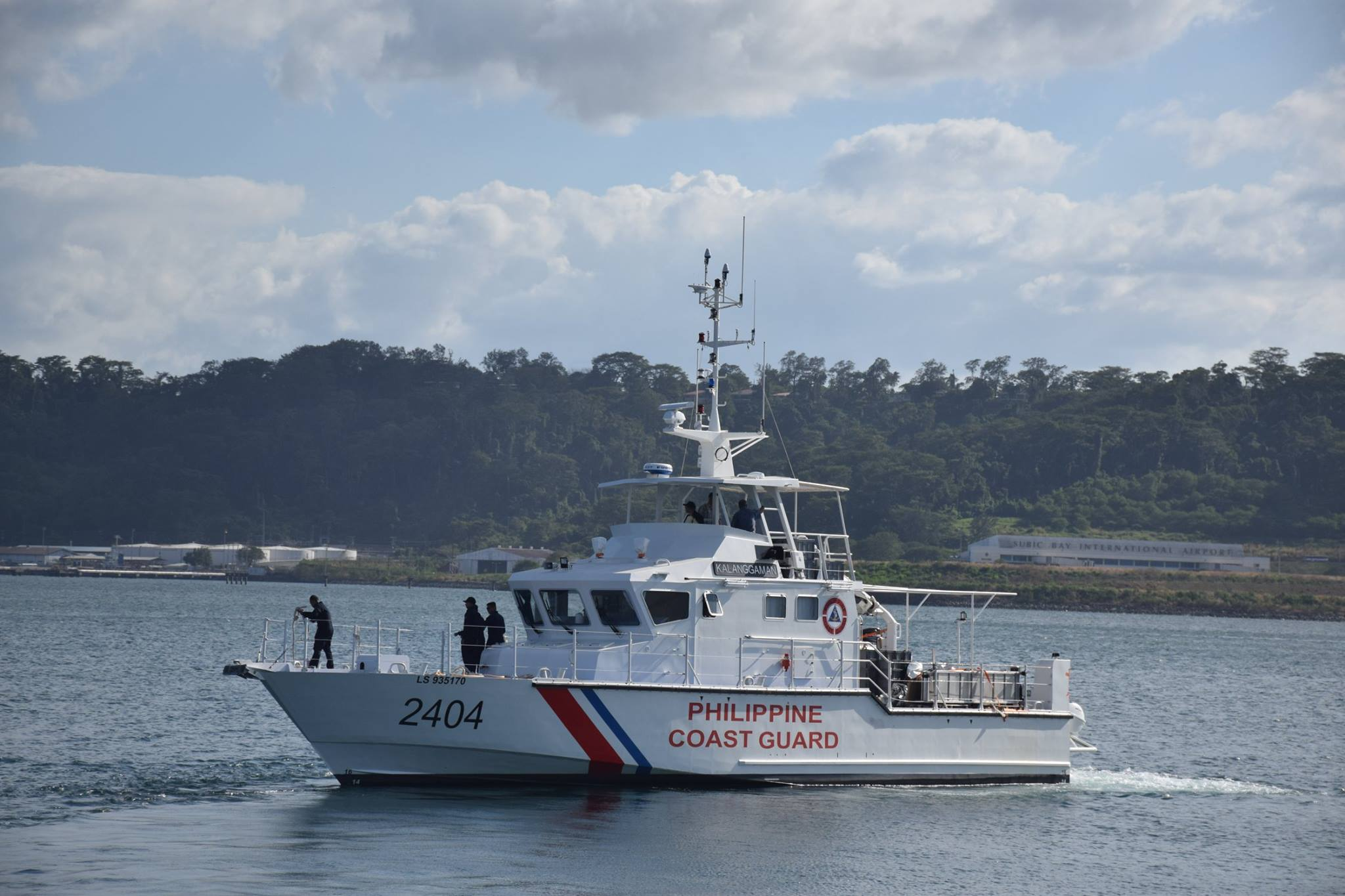
Filipínský člun Kalanggaman (2404) typu FPB 72 Mk.II

  - Filipínská pobřežní stráž – Roku 2025 objednáno 40 ks odvozených od verze Mk.II.
  - Kuvajtská pobřežní stráž – V letech 2003–2005 dodáno 10 ks verze Mk.I.
  - Nigerijské námořnictvo – 3. září 2018 zařazeny čluny verze Mk.II Ekulu a Nguru.[6] Další dvě objednány.
  - Gendarmerie Maritime – V letech 2018 a 2020 objednáno po dvou člunech verze Mk.II.[7]

- Třída FPB 98 MKI
  - Alžírské námořnictvo – V letech 2008–2012 dodáno 21 ks. Později objednáno dalších 10 kusů. Jejich dodávka začala roku 2019.[8]
  - Beninské námořnictvo – Roku 2012 získány 3 ks.[9]
  - Nigerijské námořnictvo – Roku 2013 dodán 1 ks[10] a 2 ks v roce 2024.
  - Surinamská pobřežní stráž – Roku 2013 dodán 1 ks.[11]
  - Ukrajinská pobřežní stráž – V listopadu 2019 ukrajinská vláda schválila nákup 20 člunů FPB 98 pro pobřežní stráž, která trpí nedostatkem a celkovou zastaralostí svých plavidel. Pět z nich bude postaveno přímo na Ukrajině v Mykolajivu. Součástí kontraktu je transfer technologií.[12] Prototypový člun BG201 byl na vodu spuštěn 9. prosince 2021.[13]
  - Ománská královská policie – neznámý počet kusů.

- Třída FPB 72 MKII
  - Filipínská pobřežní stráž – Objednány 4 kusy.[4] Nesou označení Boracay (2401), Panglao (2402), Malamawi (2403), Kalanggaman (2404). První pár zařazeny v říjnu 2018 a druhý 5. prosince 2018.[14][15]
  - Nigerijské námořnictvo – Roku 2012 zařazeny dvě jednotky. Roku 2017 byly objednány další dvě, roku 2018 tři a později jedna (celkem 8 ks).[16]
  - Surinamská pobřežní stráž – Roku 2013 dodány 2 ks.[17]

- Třída C-Falcon – interceptory
  - Nigerijské námořnictvo – 4 ks.[18]

### Pomocné lodě
- Třída OSV 190 SC-WB

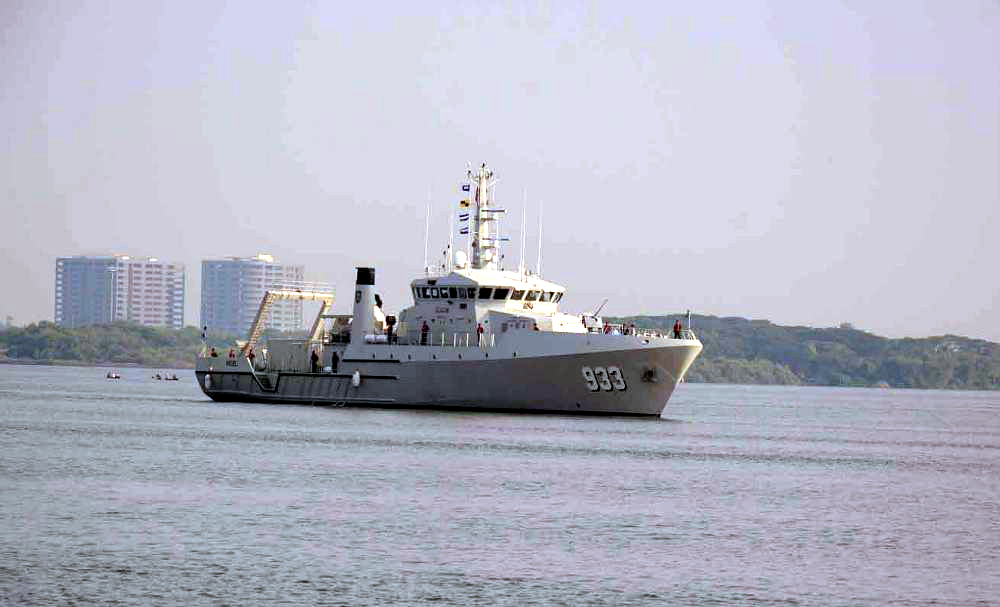
KRI Rigel (933)

  - Indonéské námořnictvo – Dvě výzkumné lodě třídy Rigel.
  - Nigerijské námořnictvo – Výzkumná loď Lana (A499).[19]

- Třída OSV 115 SC-WB
  - Nigerijské námořnictvo – Výzkumná loď Ochuzor (A506).

- Třída OSV 95
  - Alžírské námořnictvo – výzkumná a podpůrná loď El Masseh (205)